# Lyubov Kozyreva (volley-ball)
Pour les articles homonymes, voir Lyubov Kozyreva.
Lyubov Vladimirovna Kozyreva (en russe : Любовь Владимировна Козырева) est une joueuse de volley-ball soviétique née le 12 décembre 1956 à Krasnozavodsk.

## Biographie
Lyubov Kozyreva évolue en club au CSKA Moscou dans les années 1980.
Elle remporte sous les couleurs de l'Union soviétique la médaille d'or aux Jeux olympiques d'été de 1980.